# Batu Lepuk
Batu Lepuk is een bestuurslaag in het regentschap Bintan van de provincie Riouwarchipel, Indonesië. Batu Lepuk telt 584 inwoners (volkstelling 2010).